# 国際海賊党連盟
国際海賊党連盟（英語: Pirate Parties International、通称：PPI）は、世界各国の海賊党運動におけるゆるやかな結合を体現する国際組織である。
EUの政治的な中心となっているベルギーで2006年1月1日に設立され、2009年に非政府組織（NGO）として登録された。現在も銀行口座、本部はベルギーに置かれている。現在、銀行口座の異動が幹部会で検討されている。
国際海賊党連盟(ppi)に所属する日本の海賊党運動の連合体である「海賊党」（本部港区）への合流において、豊島区のレンタルポストを本部として総務省登録をした日本海賊党（須澤秀人夫妻がオーナー）だけは合流せず、むしろその正統性を巡り鋭く海賊党（本部港区）を批判していた。その後、この「日本海賊党」は総務省に登録の抹消を申請したため現在では存在しない。

## 名称
「自由主義インターナショナル」や「中道民主インターナショナル」に倣い「海賊党インターナショナル」と呼ばれる事もあるが、「国際海賊党連盟」とする日本語訳の理由として「海賊党」（本部港区）では、「国際団体の名称を和訳するときインターナショナルというカタカナ英語を用いるのは、社会主義、共産主義者などいわゆる左翼系の好む訳し方で有って、左翼・右翼と区分することは21世紀においては時代遅れたと主張する海賊党ではこれを採用しない。」としている。

## 歴史
2013年4月にロシアタタールスタン共和国カザンで海賊党世界大会が開催された。この大会では、海賊党（本部東京都港区）が国際海賊党連盟から正式に承認された。2014年2、3、4月にもこの海賊党（本部東京都港区）が国際海賊党連盟がヨーロッパ議会などの支援を受けて開催した。いくつかの国際会議に代表団を派遣している。その活動が評価され、4月12日のパリ世界大会でこの海賊党（本部東京都港区）の傘下団体の一つ「日本音楽海賊」に所属する女性が国際海賊党連盟の幹部会員（ボードメンバー）に当選している。
2014年4月12日に開催された世界大会（パリ郊外）では、これまでの組織運営を明確に批判したマーシャが国際海賊党連盟の代表に当選した。一回の投票で、圧倒的多数の信任を得ての当選となった。組織の創立以来、会長職にとどまっていたグレゴリー・エンゲルスは、落選した。
2014年にはフランクフルトで国際海賊党連盟の国際会合が行われた。ここには日本の海賊党（本部東京都港区）からも傘下の海賊組織が連名で、複数からなる代表団が参加し、いくつかの共同宣言を出している。
2015年の世界大会はワルシャワで開催された。この時、須澤秀人は同年4月に再び「日本海賊党」を結成し、PPIへの正式加盟を求めたが却下された。その後、須澤秀人は「NHKから国民を守る党」（代表・立花孝志）新座市政委員に就任し、2016年2月に新座市議会選挙に立候補し、次点で落選した。
2016年の国際海賊党連盟世界大会はベルリンで開催された。このとき実施された役員選挙で、アンドリュー・ライテマイヤーは党首を辞任し、新たに代表として、スイスから著名な経営コンサルタントのジローム・サウリが、また、副代表として、カナダから女性ジャーナリスト、ベイリーレモンが選出された。